# Cyperzegge
De cyperzegge of lage cyperzegge (Carex bohemica) is een overblijvende of eenjarige plant die behoort tot de cypergrassenfamilie (Cyperaceae). De soort komt van nature voor in Europa en Azië. Sinds 2010 is er een populatie in België te Bokrijk na het droogleggen van enkele vijvers. Het aantal chromosomen is 2n = 80 of 62-64.
De plant wordt 20-50 cm hoog met tot 2 mm dikke, gladde, driehoekige, bladloze, holle stengels. De lichtgroene, iets ruwe bladeren zijn 1,5-2,5 mm breed.
De cyperzegge bloeit vanaf juni tot in september met geelgroene aartjes in een bolvormige, hoofdjesachtige bloeiwijze. Later kleurt de bloeiwijze lichtbruin. De mannelijke aartjes zitten onderaan en de vrouwelijke bovenaan de bloeiwijze. De vrouwelijke bloem heeft twee stempels. Onder de bloeiwijze bevinden zich 2-5 schutbladen die ver buiten de bloeiwijze uitsteken. Het onderste schutblad is 3-15 cm lang en loopt door langs de stengel. De kafjes zijn half zo lang als het urntje, hebben een vliezige rand en een middennerf. Het urntje is 7-10 mm lang, groen, later lichtgeel, kaal en bovenaan versmald tot een tweetandige, zeer lange snavel. Het urntje is een soort schutblaadje dat geheel om de vrucht zit.
De vrucht is een glanzend, lichtbruin, 1,3 mm lang en 0,8 mm breed nootje.

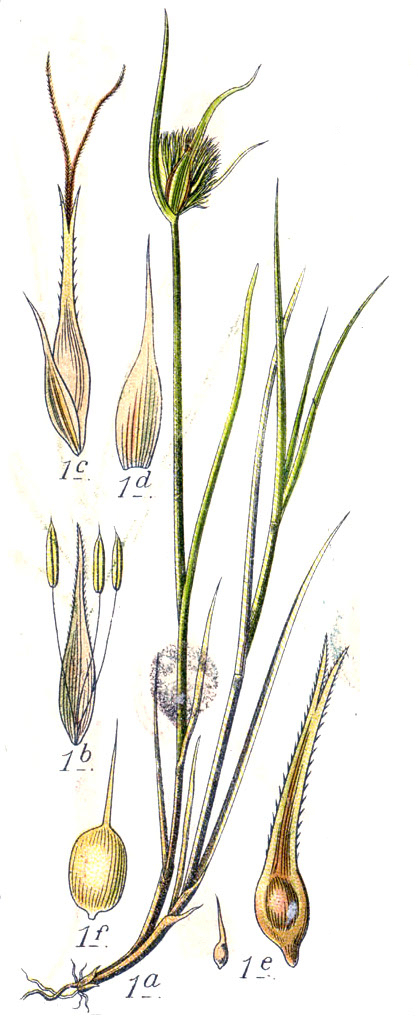
Illustratie van Jacob Sturm
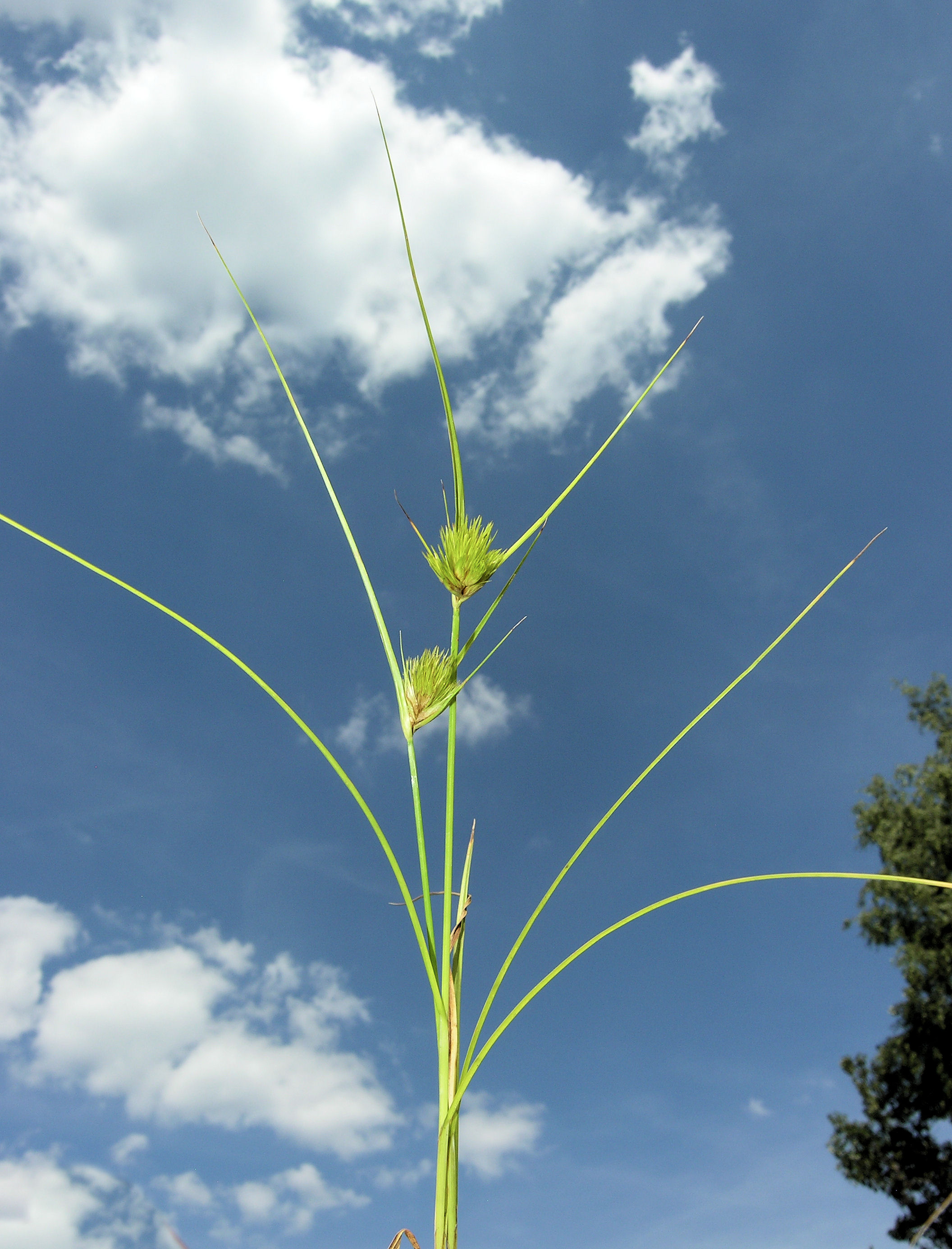
Plant
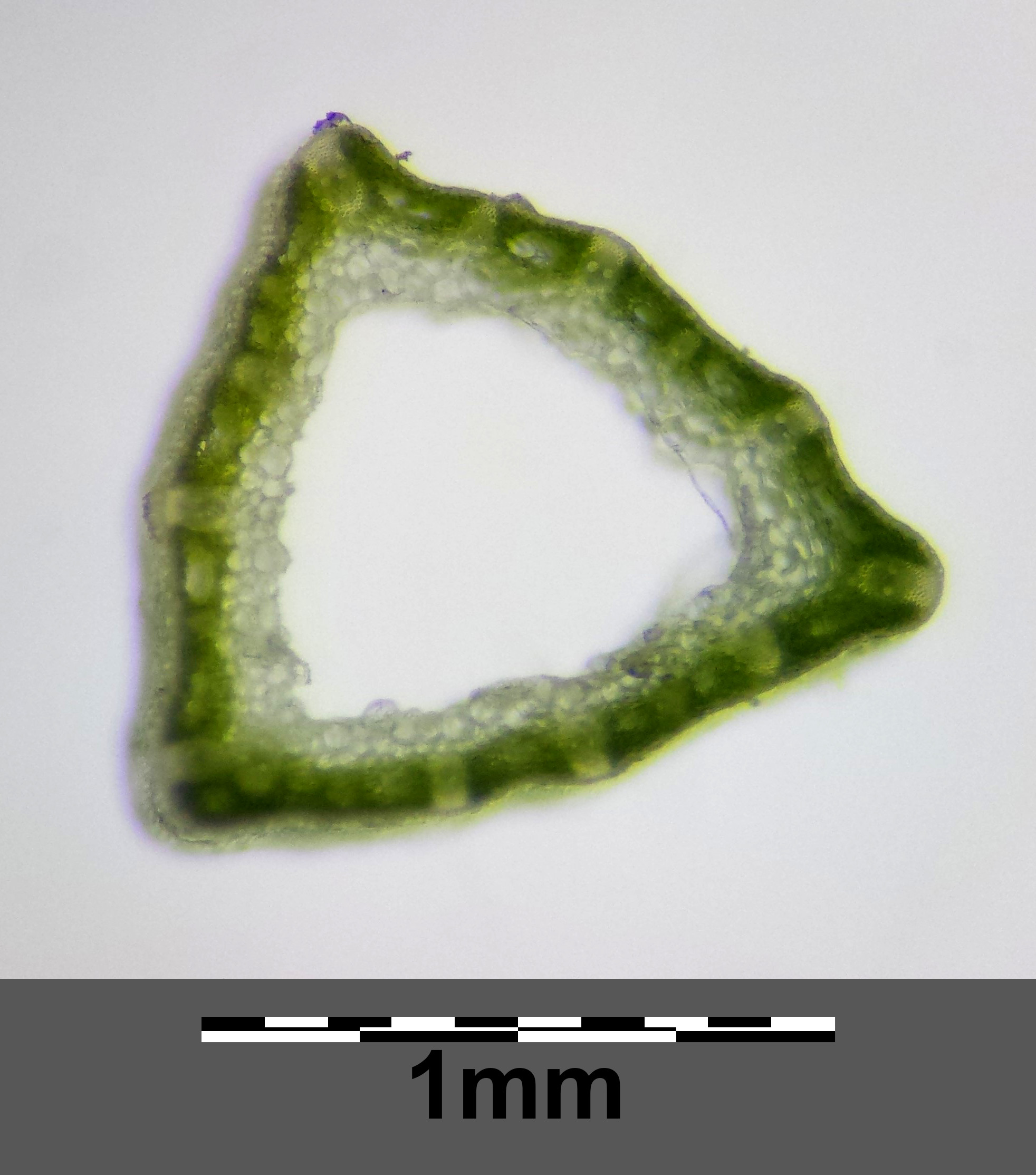
Holle stengel
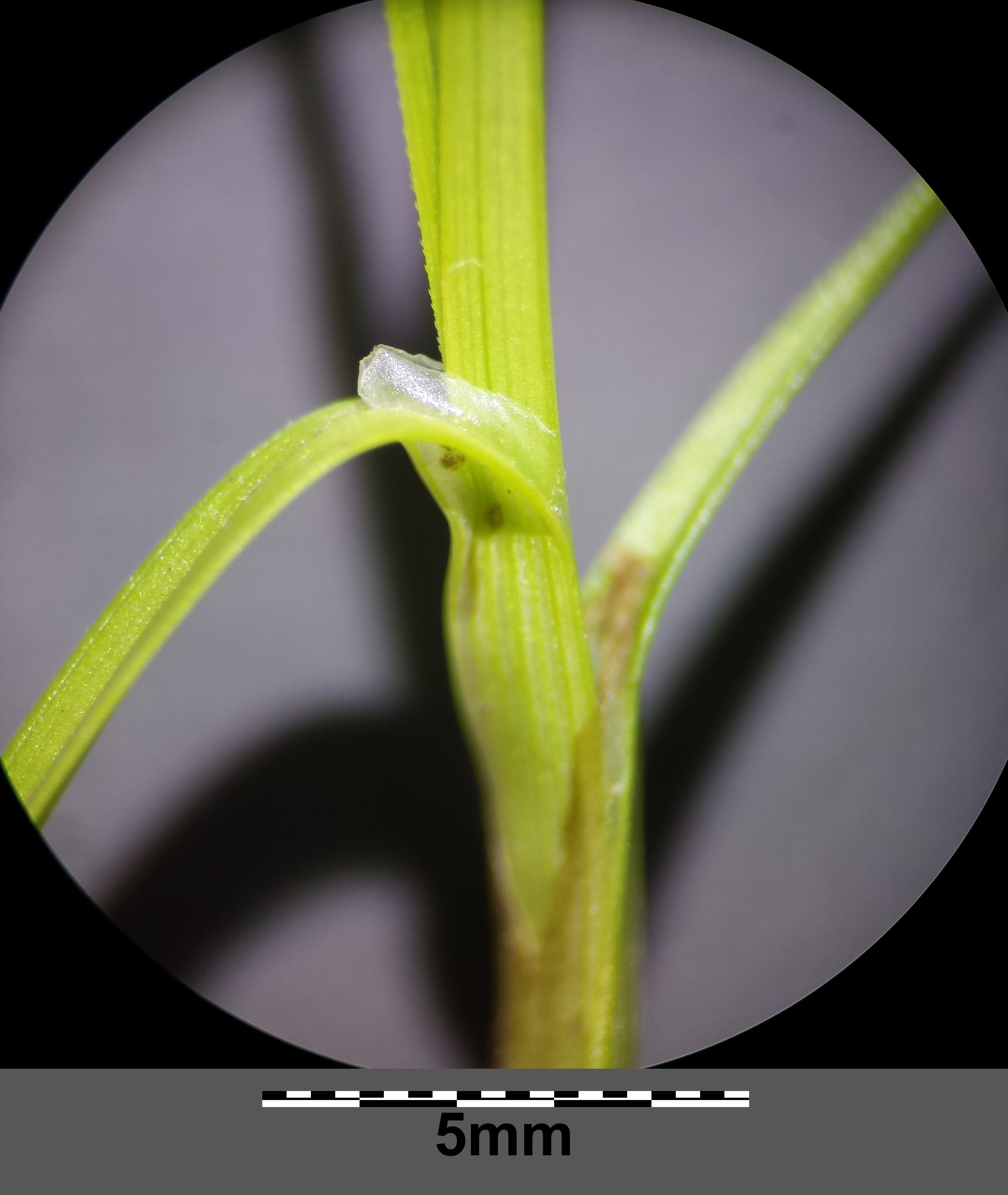
Tongetje
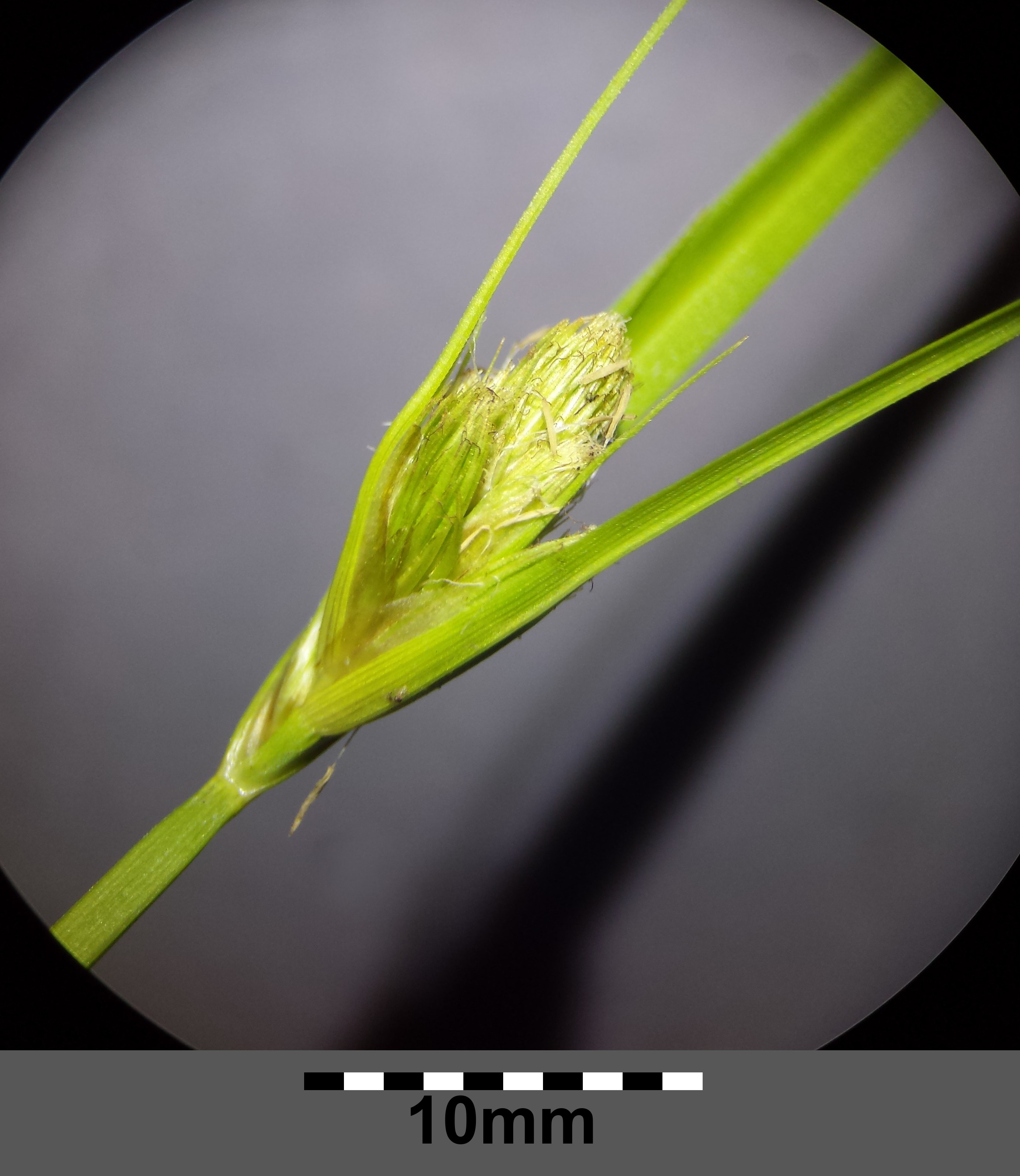
Bloeiwijze
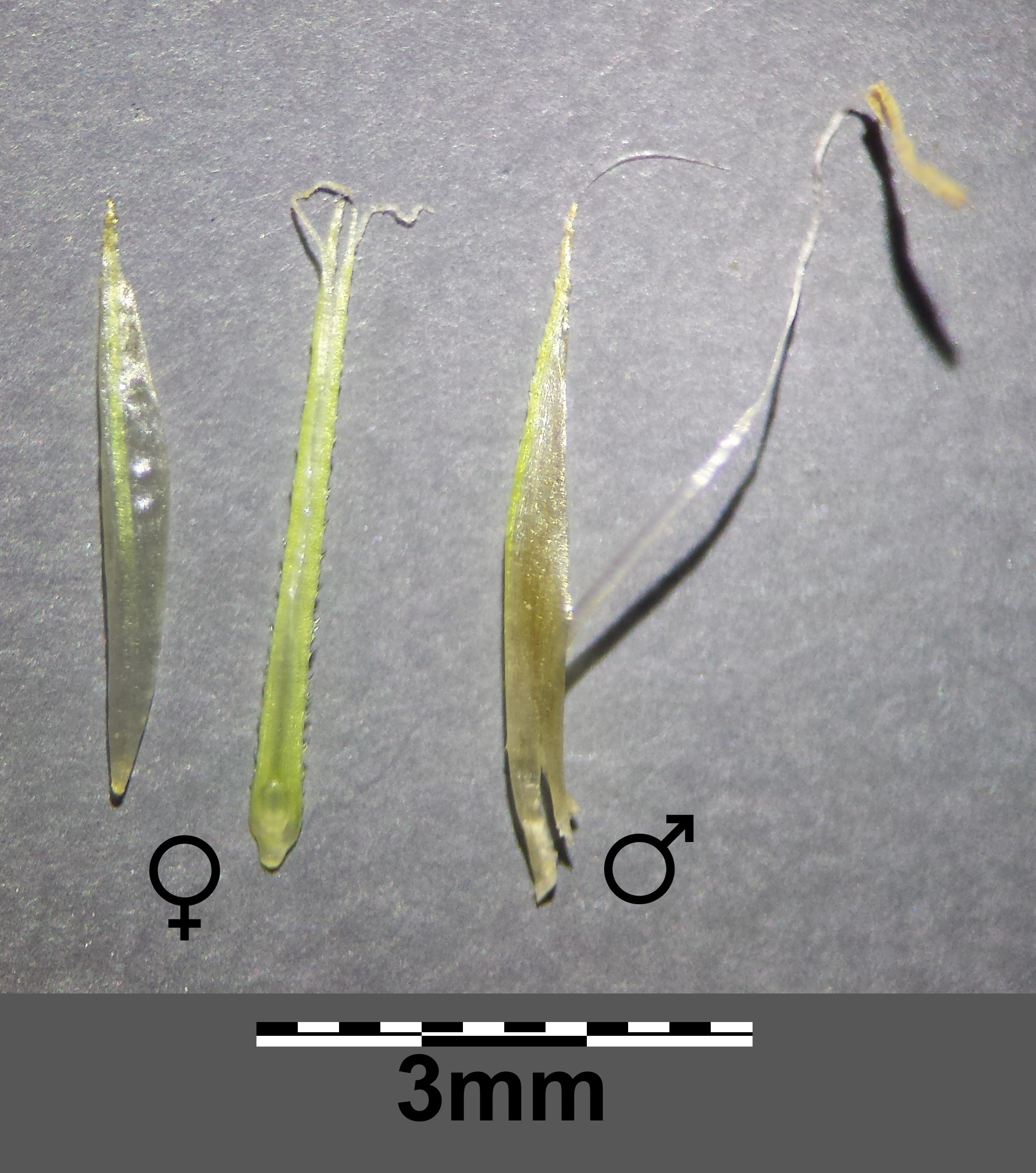
Mannelijke en vrouwelijke bloem

De cyperzegge komt voor op natte, modderige grond, die in de zomer kan droogvallen langs waterkanten en op drooggevallen moerassen en vijvers.